# 联合国安全理事会第1718号决议
联合国安全理事会第1718号决议是联合国安理会于2006年10月14日一致通过的一项决议。该决议针对朝鮮民主主义人民共和国于2006年10月9日宣布的核試驗，确定了一系列对其进行的经济和商业制裁。
该决议是根据《联合国宪章》第七章对威胁国际和平与安全的行为规定的制裁措施做出的。决议草案由美国提出。

## 内容
决议内容包括：
1. 要求所有会员国对朝鲜实施与核武器及技术、大型武器和奢侈商品有关的禁运，并得为此目的检查进出朝鲜的货物
2. 冻结与此有关的个人或组织在朝鲜境外的财产，并对这些个人实施旅行限制
3. 要求朝鲜不再进行核试验、暂停与弹道导弹有关的所有活动、放弃大规模杀伤性武器
4. 要求撤回该国2003年初退出《不扩散核武器条约》的声明

## 制裁委员会
所有联合国会员国必须在三十天内，把依照此决议制定的草案上报给安理会。此决议同时决定建立一个制裁委员会，由联合国安理会十五个理事国组成，旨在监督制裁的执行并至少每九十天向安理会提交一份报告。

## 执行
尽管此决议引用了允许强制措施的联合国宪章第七章，但是它并没有允许任何为达到此目的而采取的军事行为。联合国安理会早前已经做出决定，以一致的姿态向平壤表明对其隐秘的核野心的强烈谴责，但是仍然有关于决议执行的不同观点。中国和俄罗斯都对货物检查可能导致的与朝鲜海军对峙表示关心，美国最终妥协，放弃其最初关于所有军事装备禁运的设想。关于制裁的最终投票由于尝试着改变措施而拖延。

## 各方反应
：在没有争议的投票结束以后，朝鲜常驻联合国代表吉淵在进行程序性发言后步行出联合国安理会会场，指责此决议是“不合道理的”。
 美国：美国驻联合国大使约翰·博尔顿随后做出反击：“我不想浪费我们的时间做出回应……那就像当代的赫鲁晓夫重重地把鞋敲在桌子上。”此言指1960年9月29日苏联领导人赫鲁晓夫用事先准备好的鞋在桌上重击并用俄语咆哮，意图在联合国大会上打断菲律宾代表洛伦佐·萨姆朗讲话的事件。他的言论立即招来俄罗斯代表维塔利·丘尔金反驳，认为这是“不合适的历史类比”。

此决议第一条内容当中的“对朝鲜实施旅行限制和奢侈品禁运”，美国驻联合国大使约翰·博尔顿解释称，这是为“帮助金正日节食减肥”。

 中华人民共和国：中国赞成这项决议，但是认为“制裁不是目的，中国将继续推动六方会谈的外交途径解决朝鲜核问题，同时对决议部分内容有保留。”

## 違反決議
2009年4月5日北韓發射光明星2號，聯合國安理會指發射活動違背第1718號決議，對此表示譴責，並要求朝鮮不再進行進一步的發射活動。 
2009年5月25日北韓進行核試，聯合國安理會表明：「這明顯是違反安理會1718號決議的行為，我們強烈反對並譴責。」